# Dina Larot
Dina Larot (* 1942 in Wien als Maria Elisabeth Lebzeltern) ist eine österreichische Malerin.

## Werdegang
Dina Larot studierte bei Rudolf Szyszkowitz an der Kunstgewerbeschule Graz Malerei. Im Jahr 1962 war sie in Salzburg Teilnehmerin der Sommerakademie „Schule des Sehens“ bei Oskar Kokoschka. Im Zuge ihrer künstlerischen Entwicklung nahm sie den Künstlernamen Dina Larot an.
1981 inskribierte sie an der Universität Wien die Studienrichtungen Indologie und Judaistik, schloss aber keines dieser Fächer ab.
Da sie über lange Zeit wöchentlich in der Tageszeitung Neue Kronen Zeitung die Kolumne von Gerti Senger mit Aquarellen belieferte (Angaben variieren zwischen 15 und 30 Jahren) ist sie in Österreich weithin bekannt.
Hauptthemen ihres künstlerischen Schaffens sind weibliche Erotik und weibliche Sexualität. In Medien wird sie auch als Mädchenmalerin oder als Malerin des Weiblichen bezeichnet.

## Publikationen
- Dina Larot. 50 Jahre Malerei. Wien 2015, ISBN 3-99050-013-9.
- Dina Larot, Wienerinnen. Wien 1991, ISBN 3-7046-0239-6.
- Dina Larot, Morgenrot. Wien, 1983, keine ISBN
- Dina Larot, Nachmittagslicht. [Rötelzeichnungen, Photographien und Gedichte]. Wien 1977, ohne ISBN.
- mit Gerti Senger: Höhepunkte der Lust und Liebe. Erotik für Fortgeschrittene. Wien 1998, ISBN 3-7046-0453-4.

## Ausstellungen
Beginnend mit 1968 zeigte sie ihre Werke bei Ausstellungen in Wien, Graz, Florenz, Amsterdam, Basel, Köln, Frankfurt, München, Chicago, London, Zürich, New York und Tokyo. Zuletzt:
- 2020, Palais Palffy, Wien, Ausstellung neuer Werke und Kalender